# Veauchette
Veauchette település Franciaországban, Loire megyében. Lakosainak száma 1217 fő (2022. január 1.). Veauchette Andrézieux-Bouthéon, Craintilleux, Rivas, Saint-Cyprien és Veauche községekkel határos.

## Népesség
A település népessége az elmúlt években az alábbi módon változott:
| Lakosok száma | 274  | 435  | 767  | 834  | 1132 | 1198 | 1180 | 1192 | 1193 | 1217 |
|               | 1968 | 1982 | 1990 | 2006 | 2013 | 2015 | 2017 | 2019 | 2020 | 2022 |